# Ethen

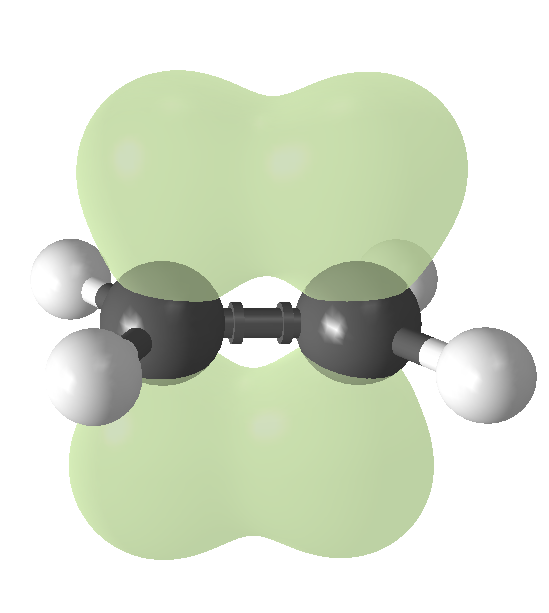
3D model s vyznačenými p-orbitaly

Ethen (triviální názvy: ethylen, etylén) je nejjednodušším zástupcem uhlovodíků ze skupiny alkenů. Je to bezbarvý hořlavý plyn nasládlé vůně s teplotou tání −169,1 °C. Se vzduchem tvoří výbušnou směs. Bývá obsažen v zemním a koksárenském plynu, dále se získává krakováním. Patří mezi základní suroviny v chemickém průmyslu. Používá se k výrobě ethylenoxidu, polyethylenu, styrenu aj. Odštěpením jednoho atomu vodíku vzniká funkční skupina ethenyl (triviálním názvem vinyl), která se může dále vázat na jiné sloučeniny.

## Chemické vlastnosti

### Oxidační reakce
V nadbytku kyslíku hoří ethen na oxid uhličitý a vodu.
CH2=CH2 + 3 O2 → 2 CO2 + 2 H2O
V přítomnosti stříbra jako katalyzátoru, dochází za zvýšeného tlaku a při teplotě 220–280 °C ke vzniku ethylenoxidu. Ten reaguje dále s vodou za vzniku ethylenglykolu.
2 CH2=CH2 + O2 → 2 C2H4O
C2H4O + H2O → HOCH2CH2OH

### Polymerace
Ethen polymeruje za vysokého tlaku nebo v přítomnosti Zieglerova–Nattova katalyzátoru za vzniku polyethylenu.
n CH2=CH2 → [-CH2-CH2-]n

## Ethen jako fytohormon
V přírodě se přirozeně vyskytuje jako metabolit rostlin mající charakter fytohormonu. Jeho tvorba v rostlinách je ovlivňována auxiny.. Vysoká lokální hladina auxinu vede k lokální biosyntéze etylenu. Etylen pak naopak, mimo jiné, ovlivňuje transport auxinu z buněk.

### Biosyntéza ethenu
Jeho biosyntéza vychází z ATP a methioninu, z kterých vzniká činností ACC syntázy ACC kyselina (1-aminocyklopropan-1-karboxylová kyselina). Ta je ACC oxidázou a kyslíkem oxidována na kyanid, oxid uhličitý a ethen.

### Fyziologické efekty ethenu
V klíčních rostlinách vyvolává tzv. trojí efekt – etiolizované klíční rostliny jsou kratší, silnější a mají porušenou orientaci v prostoru. Urychluje senescenci květů, zrání plodů a opadávání listů. Stimuluje tvorbu kořenových vlásků. Působí epinastii listů.

### Přenos signálu
Receptor pro ethen se nachází na membráně endoplazmatického retikula. Pro vazbu je potřeba měď. Pokud není ethen přítomen, receptory tvoří dimery, trans-autofosforylují se na histidinu, odkud se fosfát přenáší na aspartát, z něhož odchází na kinázu CTR1, která je tím aktivována a blokuje regulační protein EIN2 (srovnej s cytokininem).
Pokud je ethen přítomen, ztrácí receptorový dimer kinázovou aktivitu a neaktivuje CTR1, která tedy neblokuje EIN2. Funkční EIN2 aktivuje transkripční faktor EIN3, který dimerizuje s transkripčním faktorem ERF1 a společně regulují geny řízené ethenem.